# ساندي كولينز (تنس)
ساندي كولينز (بالإنجليزية: Sandy Collins)‏ مواليد 13 أكتوبر 1958 في سان بيرناردينو، الولايات المتحدة، هي لاعبة كرة مضرب أمريكية سابقة بدأت مسيرتها كمحترفة سنة 1978، اعتزلت اللعب في 1994. أعلى تصنيف لها في الفردي كان المركز الـ 17 في سنة 1981. أعلى تصنيف لها في الزوجي كان المركز الـ 17 في سنة 1992.

## روابط خارجية
- ساندي كولينز على موقع رابطة محترفات التنس (الإنجليزية)
- ساندي كولينز على موقع الاتحاد الدولي لكرة المضرب (الإنجليزية)
- ساندي كولينز على موقع خلاصة التنس.كوم (الإنجليزية)